# Odysseus (Joyce)
Odysseus (v angl. orig. Ulysses) je román irského spisovatele Jamese Joyce. Jedná se o parafrázi Homérova eposu Odysseia, na nějž v mnoha paralelách odkazuje. Z dalších děl citovaných v Joyceově románu lze uvést např. Shakespearovu tragédii Hamlet či Mozartovu operu Don Giovanni, časté jsou rovněž citace a parafráze bible, různých liturgických textů, ale i irských lidových popěvků. Mnozí odborníci i laici považují Odyssea za největší anglicky psané dílo 20. století
Joyce psal Odyssea sedm let, mezi roky 1914 a 1921. Poprvé bylo dílo vydáno roku 1922 v Paříži, neboť ve Velké Británii i ve Spojených státech amerických měla kniha problémy s cenzurou. Román pojednává o příhodách a trampotách mnoha obyvatel Dublinu během čtvrtka 16. června 1904 od osmi hodin ráno do brzkých ranních hodin následujícího dne.

## Postavy
Leopold Bloom
Syn židovského přistěhovalce z Uher a irské protestantky. Narodil se roku 1866, 8. října 1888 se oženil s Marion (Molly) Tweedyovou a měl s ní dvě děti: Milly a Rudyho. Živí se sháněním inzerátů pro noviny. Je velice vzdělaný, dává najevo své sebevědomí a některým lidem je až nepříjemný svými encyklopedickými znalostmi, díky nimž dokáže okomentovat téměř cokoli. Je rovněž vysoce inteligentní, myslí dopředu a umí najít skryté souvislosti. Má i jisté umělecké vidění světa, smysl pro slovní hříčky a poezii. V běžném životě je však uvážlivý, chová se maximálně prakticky a má také hospodářský talent, umí peníze získat a vyjít s nimi. Někteří irští patrioti mají problémy s jeho židovským původem.
Projevuje se u něj mírný sklon ke tloustnutí; jeho vztah k alkoholu je mnohem rezervovanější než u většiny jeho přátel a známých (a u Irů vůbec), takže jej nikdy nikdo neviděl opilého.
Je možné, že ztráta syna Rudyho (viz níže) ovlivnila jeho chování vůči mladému Dedalovi, ve kterém snad začal spatřovat náhradu za ztraceného syna (viz zejména závěr 15. kapitoly).
Štěpán Dedalus
Druhá nejdůležitější postava románu, učitel antických dějin a začínající básník (je mu 22 let). Zatímco Bloom je blížencem dávného Odyssea, je Štěpán obdobou jeho syna Telemacha, o němž vypráví tři první zpěvy Odysseje, tzv. Telemachie. Dalšími archetypy pro tuto postavu jsou Daidalos (= Dedalus) a princ Hamlet ze slavné Shakespearovy tragédie. Tak jako Bloom postrádá syna, tak Štěpán postrádá otce, z jehož domu po matčině smrti odešel. Žije přechodně v sandycovské Martello tower s jistým medikem Malachjášem Mulliganem. Cítí trpký zármutek nad matčinou smrtí, domů se vrátit nechce a život po boku hýřivého Mulligana jej také neuspokojuje.
Studium na jezuitské koleji jej silně ovlivnilo, ač se vůči katolictví a zejména jezuitům dost silně vymezuje. Je vysoce inteligentní, vzdělaný a nadaný básník, obdivovatel Shakespearova Hamleta, kterého umí svérázným způsobem vyložit.
Tato postava je též hlavním (anti)hrdinou staršího Joyceova románu Portrét umělce v jinošských letech a je do značné míry autorovým autoportrétem z dob, o nichž oba romány vyprávějí.
"Popletli mu rozum líčením pekla, řekl. Do attické noty už nikdy nepadne. Nota Swinburna a kdejakého básníka, sinalá smrt a zarudlé zrození. To je jeho tragika. Básník z něho nikdy nebude. Rozkoš tvorby…" (Takto jej vidí Malachjáš Mulligan, str. 231–232)
Marion (Molly) Bloomová je manželkou Leopolda Blooma a matkou jeho dvou dětí. Je to dublinská operní pěvkyně, ve svých 34 letech stále velmi krásná a náruživá. Narodila se roku 1870 na Gibraltaru jako dcera plukovníka Tweedyho a Lunity Laredové. Jejím mytickým předobrazem je Odysseova manželka Pénelopé, na rozdíl od ní však Molly není zrovna moc věrnou ženou. Modelem pro tuto postavu byla Joyceovi vlastní životní družka Nora Barnacleová, se kterou se v den, který později zvolil jako datum událostí popisovaných v Odysseovi, 16. června 1904, poprvé intimně sblížil. Někteří kritici se však spíše domnívají, že inspirací pro postavu Molly Bloomové byla Joyceova terstská studentka Amálie Popperová, dcera židovského obchodníka Leopolda Poppera.
Malachjáš (Buck/Tur) Mulligan
Student medicíny s cynickým pohledem na lidskou přirozenost (O Štěpánově matce prohlásil: „… chcípla mu jako hovádko,“ čímž se Štěpán cítí dotčen). Jinak ale člověk veselé a otevřené povahy, dobrý kumpán a bezstarostný piják. Zajímá se o antiku a věří, že Irsko může být helenizováno. Podobně jako Štěpán či Bloom má i on široké kulturní znalosti, jeho řeč je plná citací básníků (Swinburne, Whitman), lidových písní a vlastních drobných parodií a hříček. Zajímá se také o Nietzcheho filosofii, dokonce sám sebe nazývá Nadčlověkem.
Šimon Dedalus je otcem Štěpána Dedala a přítelem Leopolda Blooma. Je irským patriotem, následovníkem Parnella, pijákem a kumpánem z mokré čtvrti a také chudou hlavou velké rodiny, o kterou se není schopen postarat. Štěpán v něm otcovskou postavu nevidí a ještě v románu Portrét umělce v jinošských letech jej charakterizuje jako: „medika, veslaře, ochotníka, politického křiklouna, drobného statkáře, drobného podnikatele, pijana, kumpána, prášila, tajemníka někoho, lihovarnického poskoka, daňového výběrčího, bankrotáře a konečně chvástala“. (str. 280 ve Skoumalově překladu, Odeon 1983)
Hugh (Blazes/Bivoj) Boylan
Mollyin umělecký manažer pro chystaný koncert v Belfastu, má dobrou pověst po celém Dublině jako schopný organizátor. Kromě toho je to však také velký parádník a sukničkář.
Mililicent (Milly) Bloomová
Dcera Leopolda a Molly Bloomových, narodila se roku 1889 a je jí tedy patnáct let. Nedávno odešla z domu, aby se v Mullingaru učila fotografkou.
Rudolph (Rudy) Bloom
Další potomek Bloomových, narodil se roku 1893, avšak po jedenácti dnech zemřel. Jeho smrt hluboce poznamenala oba rodiče, zvláště Leopolda.
Patrick „Paddy“ Dignam byl Bloomův přítel, zemřel v opilosti. Přežila jej jeho manželka a syn Patrick Aloysius „Patsy“ Dignam.

## Obsah díla
Anglický originál čítá v 18 kapitolách 267 000 slov, přičemž používá slovní zásobu o 30 000 různých výrazů (pro srovnání: aktivní slovní zásoba dospělého Čecha činí 3 000 – 10 000 lexémů).
Po vzoru Homérova eposu se text dělí na 18 kapitol či epizod, z nichž první tři jsou obdobou homérovské Telemachie, 12 následujících je parafrází vlastních Odysseových putování a tři poslední tvoří Nostos, čili Návrat.
V textu jsou tyto tři veliké části označeny pouze římskými číslicemi a jednotlivé kapitoly jsou odděleny graficky, ale sám Joyce pracoval s jakýmsi „lešením“ či plánem, který obsahoval jak názvy kapitol, tak i jejich další charakteristiku (uvedenou níže kurzívou).
Epizody se však natolik liší svým stylem, způsobem vyprávění, že i čtenáři neobeznámenému nebude dělat potíže poznat, kde jednotlivé kapitoly končí. Pro alespoň částečné pochopení složitého textu je ale předběžná znalost struktury románu téměř nezbytná.
TELEMACHIE
Telemachos
Dějiště: Martellova věž na Sandycove; Doba: 8 hodin ráno; Umění: teologie; Barvy: bílá a zlatá; Symbol: Dědic; Technika: vyprávění (mladé)
Malachjáš zvaný Tur Mulligan se holí na vrcholu Martellovy věže na pláži Sandycove v jižní části Dublinu. Vystoupí za ním Štěpán, ptá se, jak dlouho ještě ve Věži pobude anglický turista Haines, z něhož má Dedalus trochu strach, neboť Haines celou noc blouznil o černém panterovi (zde jako symbol Krista). Obava to není bezdůvodná, poněvadž anglický turista vlastní pušku. Mulligan Hainese polituje jako ubohého šílence. Vytkne Štěpánovi, že nepoklekl u matčina úmrtního lože. Malachjáš slíbí Dedalovi nějakou tu košili a pár kapesníků a ptá se, jak mu padnou obnošené černé kalhoty, jež mu dal. Štěpán vyčítá Mulliganovi, co řekl o smrti jeho matky ("chcípla mu jako hovádko"), Malachjáš se omlouvá tím, že jich denně vidí umírat v nemocnici mnoho, pak sejde do Věže a za chvilku je následován Štěpánem, jenž dumá nad matčinou smrtí. Mladíci snídají smažená vejce, přijde mlékařka, jeden z mužů nadhodí, že by jí tentokrát mohli zaplatit a Mulligan dá stařeně florin. Štěpán se neprozřetelně zmíní, že bude brát, Malachjáš začne plánovat večerní pitku. Haines se dovoluje, zda by si směl udělat sbírku Štěpánových výroků ("irské umění je služčino prasklé zrcátko"). Tur Mulligan řekne, že to ještě nic není ("Počkejte, až se rozpovídá o Hamletovi.") Oblečí se a opustí Věž, Haines se mladého Dedala vyptává na Hamleta, ale tomu není do řeči. Anglický turista připodotkne, že Martellova věž připomíná Elsinor ("jenž nad moře tak strašně vypíná se"). Štěpán si uvědomí jak uboze je proti svým druhům oblečen, Haines dál mele o Hamletovi ("Představa Otce a Syna. Syn se snaží smířit s Otcem.") Tur začne zpívat Baladu o šprýmaři Ježíši. Haines se Štěpánem si povídají o víře, církvi a Irsku; Mulligan zatím hovoří u vody s přítelem jistého Bannona, jenž (tedy Bannon) objevil v Mullingaru „nějakou milou křehotinku“, jíž říká „Fotka“ (Milly Bloomová). Vtipkují, že to jistě bude krátká expozice, momentka. Malachjáš vymámí od Štěpána klíč od Věže a 2 penny na pintu piva. Dedalus odchází do školy a Mulligan na něj ještě křikne, že se setkají v půl jedné U lodi. Štěpán přemýšlí nad tím, že dnes ve Věži nepřenocuje a domů jít také nemůže; v duchu označí Mulligana za uzurpátora.
Nestor
Dějiště: škola; Doba: 10 hodin dopoledne; Umění: Dějiny; Barva: hnědá; Symbol: kůň; Technika: katechismus (osobní)
Štěpán učí žáky o válce Římanů s épeirským králem Pyrrhem. Přemýšlí o sobě a svém postavení učitele na soukromé škole: jeho žáci jsou synové bohatých rodičů a on nesmí dopustit, aby snad některý z nich propadl. Je z toho mrzutý. Vzpomíná na pobyt v Paříži a zamýšlí se nad některými Sokratovými myšlenkami. Hodina skončí a žáci jsou nadšeni, neboť mají mít hokej. Jeden kluk, Sargent, ale zůstává a Štěpán mu pomáhá s matematickým příkladem. Dedalus jej shledává ošklivým, ač mu trochu připomíná jeho samého o pár let dříve ("Byl jsem jako on, zrovna tak svisloramenný, zrovna takový nemotora.") Poté vyplatí ředitel, pan Garrett Deasy, Štěpánovi mzdu. Zároveň jej ponouká k tomu, aby byl šetrný, jako je on sám. Pak Štěpána požádá, zda by nezanesl do novin jeho článek o slintavce a kulhavce. Ještě, než se s ním rozloučí, poučí Štěpána že největší zlo světa a největší nebezpečí pro Irsko je mezinárodní židovstvo. Štěpánovi je stařec k smíchu.
Próteus
Dějiště: pláž; Doba: 11 hodin dopoledne; Umění: filologie; Barva: zelená; Symbol: příboj; Technika: monolog (mužský)
Štěpán se prochází po pláži Sandymount, kde právě nastává příliv. Přemýšlí o čase, o různých druzích vjemů ("modalita viditelného a slyšitelného"), získává pocit, že kráčí do věčnosti. Vidí dvě staré ženy a přijde mu, že jedna z nich nese v kabele potracený plod. Přemýšlí o svých rodičích a o svém zrození, o rodinném úpadku. Vybavuje se mu jeho někdejší nábožnost. Myslí na svůj pobyt v Paříži a na to, že do Věže se už nevrátí. Uvidí chcíplého psa a jiného, jenž přiběhne a zdechlinu očichá. Pak opět zahlédne stařeny a konstatuje, že to šťastně odklidily do rákosí. Uvidí muže a ženu, živý pes je jejich. Vzpomene si na noční sen, vymýšlí verše a hned je zapisuje. Pak si lehne na balvan a pozoruje příliv.
ODYSSEOVA PUTOVÁNÍ
Kalypso
Dějiště: Dům; Doba: 8 hodin ráno; Orgán: ledviny; Umění: hospodářství; Barva: oranžová; Symbol: nymfa; Technika: vyprávění (zralé)
Leopold Bloom rovná ve svém domě na podnos snídani pro svou ženu Molly. Myslí na ledvinky a jiné dobytčí i drůbeží vnitřnosti. Dá vařit vodu na čaj a povídá si s kočkou, které nalije mléko. Přes dveře promluví s Molly, která ještě leží. Pak se vydá na svou první denní cestu: do Dlugaczova řeznictví pro vepřovou ledvinu, na niž má velikou chuť. Když vyjde ven, shledá, že počasí je slunečné a bude horko. Mine pekařský vozík, jenž mu přes několik asociací připomene Orient, dá se do řeči s hostinským O'Rourkem a přemýšlí o výnosnosti Rourkova povolání. Kolem obecné školy sv. Josefa konečně dorazí do Dlugaczova řeznictví, kde koupí poslední ledvinku, co ještě zbyla. Pozoruje statné hýždě sousedovic posluhovačky a noviny, v nichž má zabalenou ledvinku jsou mu podnětem pro myšlenky na Svatou zemi. Když se vrátí domů, nalezne v předsíni na podlaze dva dopisy a lístek. Jeden z dopisů je pro něho od dcerky Milly, lístek je od dcery pro Molly a ten druhý dopis je rovněž pro manželku. Všimne si, že ta jej hned schovala pod polštář. Voda na čaj se už vaří a Bloom se chystá usmažit si tu ledvinku, přičemž jej pozoruje kočka a hladově mňouká. Nalije si čaj a otevře dopis od Milly. Donese do ložnice snídani pro Molly, ta však není spokojená ("to to trvalo"). Leopold se zeptá své ženy, od koho byl ten dopis, ta nevýznamně prohodí, že od Boylana. Molly se ptá Blooma, co znamená slovo metempsychosis a projevuje nespokojenost s triviálním románkem jménem Ruby chlouba manéže, chtěla by zase něco od Paula de Kock. Pak žena ucítí, že se něco pálí a Leopoldovi dojde, že to bude ta ledvina. Ta se jen trošku připálila, spáleninu hodí Bloom kočce, jí a přitom čte dopis od dcery (zrovna včera, 15. 6. 1904, jí bylo patnáct let). Leopold vzpomíná na okolnosti jejího narození a pak si dopis přečte ještě dvakrát. Napadne jej, že by mohl do Mullingaru zajet během srpnového bankovního volna, nebo sehnat lístek od M'Coye. Kočka je podrážděná, Leo usoudí, že bude bouřka. Pak pocítí potřebu, vezme si staré číslo novin Delikates a vydá se do kadibudky. Cestou se mu na zahradě vybavují jeho šlechtitelské záměry a také to, jak byl na svatodušní pondělí bodnut vosou a jak mu bodnutí ošetřil nějaký medik. Když sedí na záchodě, čte povídku Matchamův mistrovský tah, jež byla oceněna menší sumou peněz. Bloom přemýšlí, zda by něco takového také nedokázal napsat a nakonec se povídkou vytře.
Lotofagové
Dějiště: lázně; Doba: 10 hodin dopoledne; Orgán: genitálie; Umění: botanika, chemie; Symbol: eucharistie; Technika: narcisovství
Bloom prochází dublinskými ulicemi. Zastaví se před výkladem Belfastské orientální čajové společnosti. Čaj u něj vzbuzuje myšlenky na Dálný východ. Zajde na poštu pro dopis od své milenky Marty Cliffordové. Pak potká M'Coye, ten jej požádá, aby ho zapsal na seznam smutečních hostů na pohřbu Paddyho Dignama. Leopold mu to slíbí a je rád že se ho zbavil. Přečte si dopis od Marty a zajde do kostela Všech svatých, aby si poslechl hudbu, pozoruje svátost eucharistie, což je mu zdrojem pro mnohé komentáře katolického vyznání. Potom zaskočí do lékárny, aby mu tam připravili nějaké mastičky pro Molly a koupí si bochníček mýdla. Potká Bantama Lyonse, ten vidí u Blooma noviny a chtěl by tip na dostihy. Leopold se ho chce zbavit a řekne mu, že si Svobodáře klidně může nechat, poněvadž by ty noviny stejně zahodil. Lyons to však pochopí tak, že mu Bloom radí, aby vsadil na outsidera, koně Zahodila. Chvilku přemýšlí a pak Bloomovi řekne, že to riskne. Odběhne a Leo se vydá do lázní, aby se před pohřbem ještě vykoupal.
Hades
Dějiště: hřbitov; Doba: 11 hodin dopoledne; Orgán: srdce; Umění: náboženství; Barvy: bílá a černá; Symbol: hřbitovní správce; Technika: inkubovství
Bloom jede společně s přáteli na Paddyho pohřeb. V rozvrzaném kočáře kromě něho sedí Martin Cunningham s tváří jako Shakespeare, pan Power a Šimon Dedalus. Za Watery Lane si Bloom povšimne černě oděného Štěpána kráčejícího směrem k saudymountské pláži a upozorní na něho Šimona. Ten se zajímá, zda s ním šel také Mulligan. Bloom řekne, že ne a Šimon se rozhorlí nad syčákem Mulliganem, jenž mu kazí syna. Bloom myslí na vlastního synka, na Rudyho, jenž umřel, když mu bylo právě jedenáct dnů. Mají desetiminutové zpoždění, pan Power si stěžuje, že jim Fňukal Kelleher nemohl dát lepší vůz. Jak tak projíždějí městem, zahlédnou vyparáděného Boylana. Uvidí dětský pohřeb, Leo opět myslí na malého Rudolfa. Power se zmíní, že nejhorší jsou sebevrazi a že je to hrozná ostuda pro rodinu. Martin Cunningham se to snaží zamluvit, ví totiž, že Bloomův otec spáchal sebevraždu. Vlastní obřad je pak Bloomovi bohatým zdrojem různých úvah.
Aiolos
Dějiště: noviny. Doba: 12 hodin. Orgán: plíce. Umění: rétorika. Barva: červená. Symbol: redaktor. Technika: entymematická
Tato epizoda je rozdělena mnoha bombastickými novinovými titulky na krátké části, v nichž se vesměs píše o samých banálních skutečnostech. Bloom přichází do redakce Telegrafu s inzerátem jistého Clavise, krátce tam pobude a hovoří se známými, mimo jiné s Lenehanem, jenž přišel kvůli zvláštnímu dostihovému vydání (viz jeho charakteristika v článku Dubliňané). Krátce poté, co Leopold odejde, vstoupí dovnitř mladý Dedalus s dopisem pana Deasyho. Šéfredaktor, pan Myles Crawford, by rád zlákal Štěpána k novinám, proto mu všelijak nadbíhá. Hovoří se o různých námětech, nejvíc o novinách, řečnictví a Irsku. Britské impérium je srovnáváno nejprve s římskou říší, poté se starověkým Egyptem.
"Na poušti a na hoře říkali Židi: Dobře je tu býti, postavme oltář Jehovovi. Říman stejně jako Angličan, jenž kráčí v jeho stopách, na každé nové pobřeží, kam vstoupil (na naše nevstoupil nikdy), přinesl jenom svou kanálovou posedlost. Oděn v tógu se rozhlédl a řekl: Dobře je tu býti, zhotovme si splachovací záchod." (str. 125)
Štěpán okouzlí ostatní narychlo vymyšleným příběhem jenž ilustruje Mojžíšovu smrt po čtyřicetiletém putování pouští, o níž se předtím hovořilo. Navrhne ostatním přítomným, aby se šli někam napít. Když odcházejí vrací se Bloom, ale nikdo o něj nemá zájem (předtím se mu vysmějí jako umělci – akvizitérovi).
"Chybí nám Bloom, řekl profesor. Ušlechtilé umění inzertní." (str. 129)
Lestrygoni
Dějiště: oběd. Doba: 1 hodina odpoledne. Orgán: jícen. Umění: architektura. Symbol: strážníci. Technika: peristaltika
Bloom opět putuje ulicemi, potká paní Riordanovou (viz Portrét umělce v jinošských letech) a svou bývalou přítelkyni, paní Josii Breenovou. Má hlad, vstoupí do Burtonovy hospody, ale lidé tam jedí jako zvířata a on se rozhodne raději odejít. Později zajde do restaurace Davyho Byrna, kde potká Čmuchala Flynna. Dá si burgundské víno a sýrový sendvič. Po jeho odchodu hovoří o něm Flynn s ostatními hovoří.
Mezitím Mulligan s Hainesem stále čekají U lodi, zda přijde Štěpán s penězi. Ten však jen pošle telegram záhadného znění:
"Sentimentální je ten, kdo rád užívá, aniž na sebe vezme ohromný dluh za to, co spáchal." (str. 187, z románu Richard Feverel od George Mereditha)
Skylla a Charybda
Dějiště: knihovna. Doba: 2 hodiny odpoledne. Orgán: mozek. Umění: literatura. Symbol: Stratford, Londýn. Technika: dialektika
Štěpán debatuje v Národní knihovně s několika dalšími intelektuály, mezi nimiž nechybí ani známý irský nacionalista, básník a stoupenec teosofie George William Russel (vystupoval pod pseudonymem A. E.). Hovoří se převážně o Shakespearově Hamletovi, Štěpán rozvíjí svou teorii, že Hamlet je vlastně Shakespearův syn Hamnet, jenž zemřel ve svých jedenácti letech (to zajímavě koreluje s Rudym Bloomem, jenž se dožil jedenácti dnů) a že starý Hamlet potažmo jeho duch je sám Shakespeare.
Později odejde Russel, jenž připravuje svazek básní mladých irských autorů (do kterého má přispět i Štěpán) a přijde Tur Mulligan, jemuž Dedalus poslal telegram. Mulligan přichází přes muzeum, mine se s Russelem, zato nepřehlédne Blooma, jenž přichází do knihovny kvůli starému číslu novin, v nichž chce nalézt obrázek, jenž potřebuje ke Clavisovu inzerátu. Když Leopold přijde, zůstane skryt za dveřmi, Mulligan si jej však všimne a neodpustí si
antisemitský výpad. Debata pokračuje a když skončí, odejdou Štěpán s Mulliganem spolu. Dedalus přemýšlí jak se Malachjáše zbavit, projde mezi nimi Bloom a když je předejde, označí jej Mulligan za homosexuála.
"Kterýž sám sebe zplodil skrze Ducha svatého a sám sebe, Vykupitele, seslal jako prostředníka mezi sebou a druhými, kterýž nepřáteli jat byl z roucha svlečen a bičován a jako netopýr na vrata přibit a skonal na dřevě kříže, kterýž sebe dal pohřbít, vstal z mrtvých, sstoupil do pekel, vstoupil na nebesa a tam devatenáct set let sedí na pravici sebe sama, leč v den nejposlednější přijde soudit živých i mrtvých, až už všichni živí budou mrtví." (Štěpánova zparodovaná verze apoštolského vyznání víry, str. 185)
Odrazné skály
Dějiště: ulice. Doba: 3 hodiny odpoledne. Orgán: krev. Umění: mechanika. Symbol: občané. Technika: labyrint
Tato část knihy je považována za nad jiné charakteristickou svým popisem bezcílného bloumání jednotlivých postav v labyrintu moderní doby. Nalézt v ní logickou souvislost je sice možné, ale je to na výsost obtížné a snad to ani není účelem.
Kapitola je rozdělena na devatenáct kratších úseků (přičemž toto číslo se téměř shoduje s počtem kapitol románu /18/), z nichž v každém se hovoří o jiném z dublinských „hrdinů“, jsou to: páter Conmee, někdejší rektor Clongowes Wood (viz Portrét umělce v jinošských letech), Fňukal Kelleher ve své dílně, jednonohý námořník, jemuž Conmee požehná, Dedalovy sestry Katey, Boodey, Magee a Dilly, které přijdou ze školy (z okna je zahlédne Molly Bloomová, jak vyplyne z jejího dlouhého monologu na konci knihy), vzájemně se pohádají a jedí hrachovou polévku, jejich otec Šimon, z něhož Dilly loudí peníze, jež si vypůjčil, sluha jenž cinká zvonkem na aukci zabaveného majetku Dedalových, Štěpán, jehož knihy padly částečně také za oběť zastavarén a který se zastvaví u antikvářova stánku, u něhož před pár okamžiky koupil Bloom knížku Pamlsky hříchu pro Molly, jeho sestra Dilly, jež si právě za vymámené peníze koupila u sousedního stánku učebnici francouzštiny a překvapeně se Štěpána ptá, co tam dělá, Bivoj Boylan, jenž si vykračuje ulicemi Dublina na schůzku s Molly, Tur Mulligan s Hainesem sedící v restauraci a pozorující Parnellova bratra, jak hraje šach. Celý mozaikovitý děj je pak obkroužen jízdou místokrálovské ekvipáže, se kterou se z hrdinů osmnácti předcházejících dublinských minipříběhů minou jen Bloom a Štěpán.
Jednotlivé části se jen pomalu a pozvolna vloženými klíči a indiciemi vzájemně vysvětlují, tak např. v jednom z oddílů je vložena věta o sluhovi cinkajícím zvonečkem, aby až o mnoho stránek později vyšlo najevo, kde a proč to vlastně zvoní. Zároveň však mnohé klíče a odkazy mohou zavádět (pro podrobnosti viz).
Joyce při psaní této kapitoly pracoval s mapou Dublina, aby vystihl reálný moment v němž se postavy románu potkají.
Sirény
Dějiště: koncertní síň. Doba: 4 hodiny odpoledne. Orgán: ucho. Umění: hudba. Symbol: číšnice. Technika: fuga per canonem
Bloom obědvá se Štěpánovým strýcem Richiem Gouldingem v hotelu Ormond. Boylan jde právě na rande s Molly, přičemž mine i Ormond a Bloom jej zahlédne. Leopold je sváděn dvěma číšnicemi, Lydií Douceovou a Minou Kennedyovou, i půvaby hudby, přátelé (zvláště Šimon Dedalus) hrají na klavír a zpívají staré písně. Leopold se nakonec jen s obtížemi a sebezapřením zvedá od stolu, aby pokračoval ve své cestě.
Kyklop
Dějiště: krčma. Doba: 5 hodin odpoledne. Orgán: svaly. Umění: politika. Symbol: fenián. Technika: velikášství
Leopold čekající na Martina Cunninghama se v hospodě dostane do sporu s neznámým „Občanem“, zavilým irským nacionalistou. Kniha je psána jednak hovorovým jazykem (stylem řeči Joyceova otce Johna), jednak jazykem megalomanským, jenž charakterizuje Občana. Poté, co uniknou, vydají se Bloom a Cunningham k soudu v záležitosti vdovy po Paddym Dignamovi. Zároveň v této kapitole vyjde najevo, že dostihy vyhrál (s poměrem dvacet ku jedné) outsider Zahodil (A Bantam Lyons si tedy přišel bezděčným přičiněním Bloomovým na slušné peníze /viz výše kapitola Lotofagové/).
Nausikaá
Dějiště: skály. Doba: 8 hodin večer. Orgán: oko, nos. Umění: malířství. Barva: šedá, modrá. Symbol: panna. Technika: naběhlost – zplihlost.
Bloom po celodenním plahočení poněkud skleslý a zasmušilý se prochází po Sandymountské pláži. Z dálky pozoruje tři dívky, které si tam taktéž vyšly, aby pozorovaly plánovaný ohňostroj. Jmenují se Cissy Caffreyová, Edy Boardmannová a Gerty MacDowellová, poslední z nich je velice krásná, ale má chromou nohu, a proto kulhá. Gerty se dívá na Blooma, jeho smutná tvář se jí líbí a rychle se do něj zamiluje. Jedna z dívek se zeptá Blooma, kolik je hodin. Jeho hodinky se však zastavily v půl čtvrté odpoledne (čas kdy pravděpodobně dorazil Boylan k Molly). Když vypukne ohňostroj, odejdou přítelkyně kousek pryč, aby lépe viděly, a zůstane Gerty, která se přitom odvážně vystavuje masturbujícímu Bloomovi. Současně s ohňostrojem vyvrcholí i Bloom; jazyk epizody se změní z romanticky popisného na věcný (naběhlost–zplihlost). Gerty odejde za ostatními (teď si Bloom teprve všimne jejího kulhání) a Leo zůstane na pláži, přičemž přemýšlí po nejvíce o ženách.
Právě tato kapitola byla největším trnem v oku cenzury.
Héliův skot
Dějiště: nemocnice. Doba: 10 hodin večer. Orgán: lůno. Umění: medicína. Barva: bílá. Symbol: matky. Technika: zárodečný vývoj.
Leopold zajde do porodnice pozeptat se na svou známou, paní Purefoyovou, která má rodit. Setká se zde s popíjejícími studenty, mezi nimiž nechybí ani Štěpán se zmoklým Turem Mulliganem (spustila se bouřka). Ostatní přítomní medici se jmenují Dixon (jenž Bloomovi nedávno ošetřil vosí bodnutí), Lynch, Crotthers, Costello a Bannon (ten, co svádí Bloomovu dceru); nechybí ani pobuda Lenehan. Celá kapitola je psána nápodobou historických stylů psaní od latiny a anglosaštiny, přes středověkou angličtinu, jazyk Bible krále Jakuba, Defoa, Dickense až k soudobému pouličnímu slangu. Poté, co se syn paní Purefoyové konečně narodí, jdou mladíci slavit do hospody. Pijí mnoho absintu. Ostatní se vypaří a Štěpán musí platit. Zůstane s ním pouze Lynch a Leopold, jenž je tiše následuje.
Kirké
Dějiště: bordel. Doba: 12 hodin o půlnoci. Orgán: pohybové ústrojí. Umění: kouzla a čáry. Symbol: děvka. Technika: halucinace.
Celá kapitola (nejdelší v knize) je psána formou alkoholických halucinací, jimiž je stižen jednak Bloom, jednak Štěpán. Epizoda svou dramatickou formou i fantastickými vidinami připomíná Valpuržinu noc z Goethova Fausta.
Bloom následuje nočním městem Štěpána s Lynchem, koupí si vepřové nožičky a je málem přejet tramvají.
Pouliční čokl od Blooma nožičky vyláká a dva strážníci Leopolda obviní ze znečišťování veřejného prostranství. Během následujících halucinací je pak Bloom konfrontován jednak s otcem Rudolfem Virágem, jednak s Molly a dalšími příbuznými a známými. Na dvoře Bellina bordelu se dá do řeči s prostitutkou Zoe, s níž konečně vstoupí dovnitř, kde již jsou Štěpán s Lynchem. V sérii dalších vidin je Bloom nehorázně adorován i ponižován (narážky na jeho parohy). Ve světlé chvilce přiměje opilého Štěpána, aby si u něj schoval peníze. Dedalus svolí; hraje na klavír a divoce tančí, zatočí se mu hlava a má vidiny, ve kterých je obviňován z matčiny smrti.
Svou holí rozbije lustr a vyběhne ven. Bella požaduje náhradu škody. Bloom jí hodí šilink a shání se po Štěpánovi. Vyběhne ven, aby zjistil, co se děje. Štěpán urazil Cissy Caffreyovou a dostal se do křížku se dvěma vojáky (Compton a Carr, jména podle dvou úředníků britského konzulátu, s nimiž měl Joyce co dočinění za první světové války v Curychu), kteří ji provázeli. Jeden z vojáků uhodí Štěpána tak, že ten upadne do bezvědomí. Přiběhnou strážníci, Fňukal Kelleher, který náhodou jede kolem je přesvědčí, že se nic neděje. Bloom se rozloučí s Kelleherem, probere Štěpána a rozhodně se s ním jít do svého domu, poněvadž Štěpán bydlí až v Sandycove, což je hodně daleko a Štěpán ještě není ve stavu, aby tam mohl bezpečně dojít. Probraný Štěpán drmolí jakousi báseň, a Leopold má pocit, že v ní zaslechl dívčí jméno. Bloom se zadívá na blízkou zeď a v poslední halucinaci uvidí svého syna Rudyho ne již jedenáctidenního, ale jedenáctiletého (tolik by mu již bylo) jako byl Shakespearův syn Hamnet, když zemřel.
"Mlčky, zamyšleně, stojí stráž, prsty na rtech, v postoji tajného mistra. Na tmavé zdi se ponenáhlu objeví postava, švarný jedenáctiletý chlapec, v kolébce vyměněný, unesený, v etonském úboru se skleněnými střevíci a bronzovou přílbou, v ruce knihu. Neslyšně čte od prava doleva, usměje se, políbí stránku." (str. 484)
NOSTOS (NÁVRAT)
Eumaios
Dějiště: bouda. Doba: 1 hodina po půlnoci. Orgán: nervy. Umění: plavba. Symbol: námořníci. Technika: vyprávění (staré)
Bloom Štěpána opráší a jak se patří se o něj postará. Společně odcházejí a starší mladšímu dává mnoho rad, co se týče pití a pochybných přátel. Štěpána kdosi pozdraví, je to jistý Corley (viz Portrét umělce v jinošských letech), jenž ze Štěpána vymámí půlkorunu. Bloom se Štěpánem pak vstoupí do drožkářské boudy starého Odřikozy. Dají si náhražku kávy a cosi nazývané houskou. V boudě sedí mnoho tuláků, pobudů a jiných podobných existencí. Nejvíce pozornosti ovšem na sebe strhne starý námořník D. B. Murphy vyprávějící, kde všude byl a co všechno viděl.
Bloom ukáže Štěpánovi fotografii své ženy a vypráví mu, že je operní pěvkyní. Cítí se celý omládlý a je setkáním nadšen, přemýšlí nad Štěpánovou sečtelostí i nad jeho povahou a když jej uslyší zpívat, prakticky jej přijme za syna. Když se přiblíží jedna hodina, zvednou se od Odřikozy a jdou k Bloomovi domů.
Ithaka
Dějiště: dům. Doba: 2 hodiny zrána. Orgán: kostra. Umění: věda. Symbol: komety. Technika: katechismus (neosobní).
Celá kapitola je psána formou: otázka – odpověď (neosobní katechismus).
Přijdou k Bloomovi domů, Leo pohostí Štěpána kakaem (vykládáno jako iniciační rituál) a mezi řečí jej vyzve, aby u nich přespal. Což Štěpán – ačkoliv nemá kam jít – odmítne. Alespoň se domluví na tom, že Štěpán bude dávat Molly hodiny italštiny a ta jemu zas hodiny zpěvu (Bloom je totiž nadšen Štěpánovým tenorem a má s ním dalekosáhlé plány). Leopold vrátí mladíkovi peníze, jež mu Štěpán dal do úschovy, když byli v bordelu, a po probrání mnoha dalších témat vyjdou ven, dívají se na jasnou noční oblohu a vymočí se. Štěpán odejde, Bloom se vrací do domu, pomalu se svléká. Stará fotografie mu znovu připomene otce, udělá si denní finanční bilanci a když už uléhá do postele, probudí Molly. Krátce spolu hovoří, řekne jí o Štěpánovi a o svých záměrech s ním a ona má nad čím přemýšlet a na co se těšit.
Penelopa
Dějiště: postel. Doba: … Orgán: tělo. Umění: … Symbol: země. Technika: monolog (ženský).
V poslední části sledujeme myšlenky usínající Molly-Penelopy ve čtyřicetistránkovém toku slov bez jakékoliv interpunkce. Žena zde vzpomíná a komentuje schůzku s Boylanem, Leopolda i jiné muže. Zároveň přemýšlí nad manželovým vyprávěním o Štěpánovi a těší se na setkání s ním a případné další milostné dobrodružství.

## Význam
Carl Gustav Jung roku 1960 o románu napsal: „Co jsem se napřemýšlel o Joyceovi a Picassovi, mistrech fragmentálních estetických obsahů a kupení geniálních trosek. V Odysseovi vplývá nekonečný, bezdechý svět trosek do skutečna, tj. do vesmíru neslýchaných vzdechů a nářků a neprolitých slz, neboť utrpení se samo zalklo a své estetické ‚hodnoty‘ začalo zjevovat nekonečné rumiště… Viděl jsem, jak se stejný proces odehrával u Picassa.“
Pro svou „obscénnost“ nemohla být kniha zprvu vydána ani ve Spojeném království, ani v USA. A tak byla poprvé vydána nakladatelstvím Shakespeare and Company v Paříži roku 1922, když bylo autorovi čtyřicet let.
Román se i přes nesmírnou obtížnost překladu dočkal převedení do mnoha dalších jazyků. Nejprve to byla roku 1927 verze německá, o dva roky později následoval překlad francouzský a v roce 1930 první překlad český.
16. červen je od roku 1954 slaven jako „Bloomsday“, oficiální irský státní svátek.